# Virtual Springfield
Virtual Springfield is een computerspel uit 1997 gebaseerd op de animatieserie The Simpsons. Het spel werd ontwikkeld door Digital Evolution en uitgebracht door Fox Interactive voor Windows en Macintosh.

## Achtergrond
Het spel is gelijk in opzet aan first-person onderzoeksspellen zoals Myst. Het spel stelt de speler in staat om een drie dimensionale simulatie van Springfield te verkennen. Veel van de bekende locaties uit de serie zijn in het spel opgenomen zoals Moe's Tavern, Krustylu Studios, de lagere school van Springfield en het huis van de Simpsons. Spelers kunnen middels point and click praten met personages en dingen doen in de omgeving. Verder bevat het spel een paar minigames.
Er zijn verschillende “geheime voorwerpen” in het spel die geheime ruimtes kunnen openen.
Het spel bevat tevens vele referenties naar vrijwel alle afleveringen. die voordat het spel werd gemaakt zijn uitgezonden.
Veel spelers zijn van mening dat deze kaart van Springfield het beste en meest nauwkeurig is van elk Simpson spel.

## Doel
Het spel heeft als centraal doel het verzamelen van een set personagekaarten, maar hun verstopplekken kunnen meer dan eens gebruikt worden. Er zijn meer kaarten dan verstopplaatsen. Zodra alle kaarten zijn verzameld, verschijnt er nog een kaart in de verzameling van de speler. Deze heeft het adres van een “geheime website” met daarop "Frink's Matter Transporter" (een cheat die de speler in staat stelt om snel naar een gewenste locatie te gaan) en Otto's kaart van de stad met routes naar alle niet-interactive locaties in het spel (zoals Gulp N' Blow, Herman's store, popsickle-stick skyscraper, enz.)
De link naar de website werkt echter niet meer, tot teleurstelling van veel spelers die de site nog niet hadden gevonden voor hij offline ging.